# Volutina
Volutina is een geslacht van schimmels behorend tot de familie Nectriaceae. De typesoort is Volutina concentrica.

## Soorten
Volgens Index Fungorum telt het geslacht twee soorten (peildatum maart 2023):
| Soortnaam            | Auteur(s)           | Publicatiejaar |
| -------------------- | ------------------- | -------------- |
| Volutina concentrica | Penz. & Sacc.       | 1902           |
| Volutina indica      | V.G. Rao & Anahosur | 1972           |